# Museo municipal Carmen Funes
El Museo municipal Carmen Funes es un museo histórico y paleontológico situado en Plaza Huincul (provincia del Neuquén, Argentina). Cuenta con una superficie de 2 500 m², una sala de exposición paleontológica y otra con objetos históricos, además de talleres para la preparación de fósiles y confección de réplicas. También alberga una de las mayores colecciones de vertebrados fósiles del norte de Patagonia, con más de 950 ejemplares.

## Historia
El Museo Carmen Funes surgió en 1984 gracias a la iniciativa de un grupo de vecinos de Plaza Huincul y Cutral Có, quienes aportaron elementos recolectados en la zona.Creado oficialmente por una ordenanza municipal, el museo contó con Francisco Romero como primer director, cargo que desempeñó hasta 1995. La institución recibe su nombre en honor a Doña Carmen Funes de Campos, una de las primeras habitantes de la zona.
Inicialmente, el museo se ubicó en el ala norte del Centro Policultural del municipio y albergó una exposición variada que incluía fósiles marinos, huesos de dinosaurios, fauna local taxidermizada, rocas, minerales, y artefactos de pueblos originarios.
En 1996, se mudaron las instalaciones al edificio del antiguo Hospital de YPF. Entre 1997 y 2002, bajo la dirección ad-honorem de Rodolfo Coria, se realizaron reformas significativas y el edificio fue declarado patrimonio histórico. En 2003, se inauguró una gran ampliación que incluía la reconstrucción del esqueleto de Argentinosaurus y otros dinosaurios en una sala de 2 000 m2, además de un Área Científica para investigadores. En 2012, se amplió el Área Científica con nuevas instalaciones para colecciones e investigación.

## Colección paleontológica

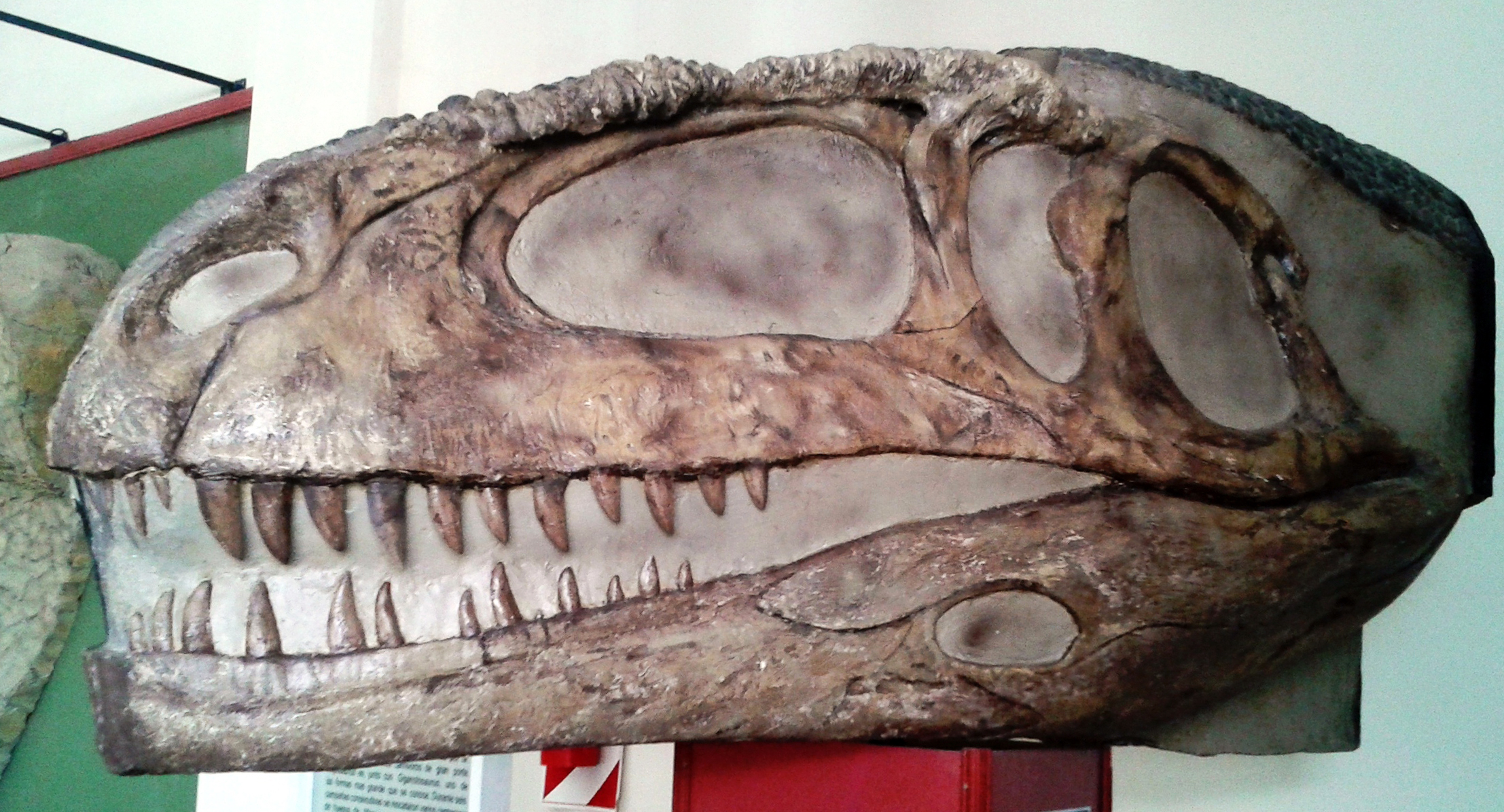
Reconstrucción del cráneo de Mapusaurus roseae

Entre los ejemplares que forman parte de la colección paleontológica se destacan los holotipos de Anabisetia saldiviai,Aucasaurus garridoi,y Unenlagia comahuensis.Quizás uno de los más importantes es el de Argentinosaurus huinculensis,considerado como uno de los mayores dinosaurios conocidos hasta ahora,cuyos restos originales se encuentran exhibidos la público junto a una reconstrucción en tamaño real. La colección también cuenta con restos de nidos de dinosaurios saurópodos, provenientes del yacimiento Auca Mahuevosituado en el norte de la provincia del Neuquén. En ellos se encuentran huevos con embriones, cuya preservación excepcional permite un mejor conocimiento de las etapas del desarrollo de los dinosaurios titanosaurios.
Otras piezas de gran valor científico que se albergan en este museo son los restos originales del Mapusaurus roseae,un dinosaurio depredador de tamaño similar al Tyrannosaurus rex y contemporáneo al Argentinosaurus del cual se exhibe una reconstrucción del cráneo, y una réplica del esqueleto de Giganotosaurus carolinii, uno de los dinosaurios carnívoros más grandes del mundo, y pariente cercano de Mapusaurus.
Asimismo, el museo posee colecciones de paleobotánica y paleoinvertebrados, y un incipiente repositorio de microfósiles.

## Localización
El museo está ubicado en la avenida Córdoba 55 de la ciudad de Plaza Huincul - Provincia del Neuquén - Argentina, (código postal 8318) al este de la intersección de la Ruta Nacional 22 y la Ruta Provincial 17.